# Sátira augusta

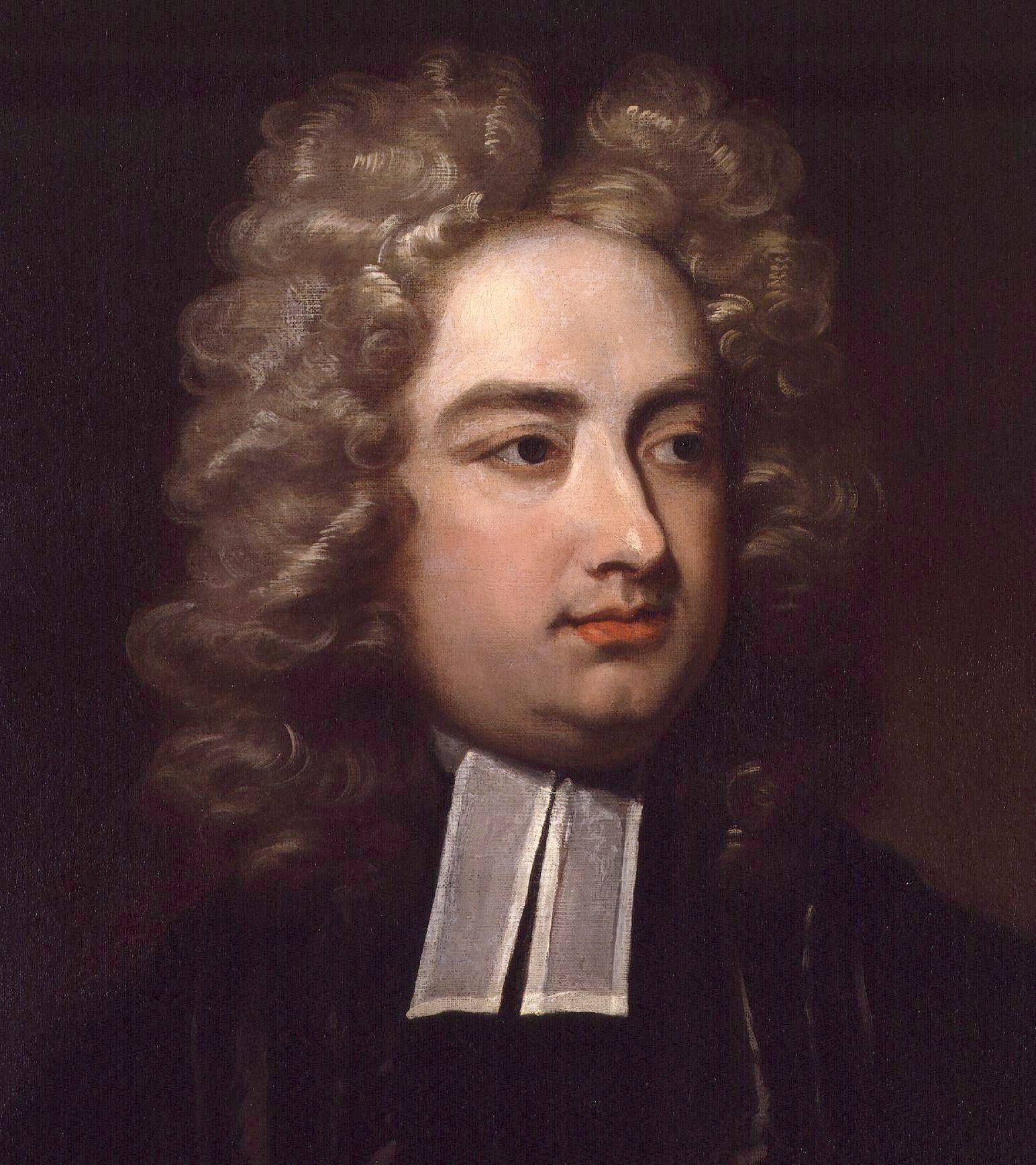
Jonathan Swift, principal autor satírico del inglés.

La sátira augusta es un género literario que dominó en la Inglaterra del siglo XVIII, afectando a todas las manifestaciones literarios e incluso a la música. Tan omnipresente y poderosa fue la sátira en el periodo neoclásico que más de una historia literaria se ha referido a él como la "Época de la sátira" en literatura.

## Prosa

### Jonathan Swift

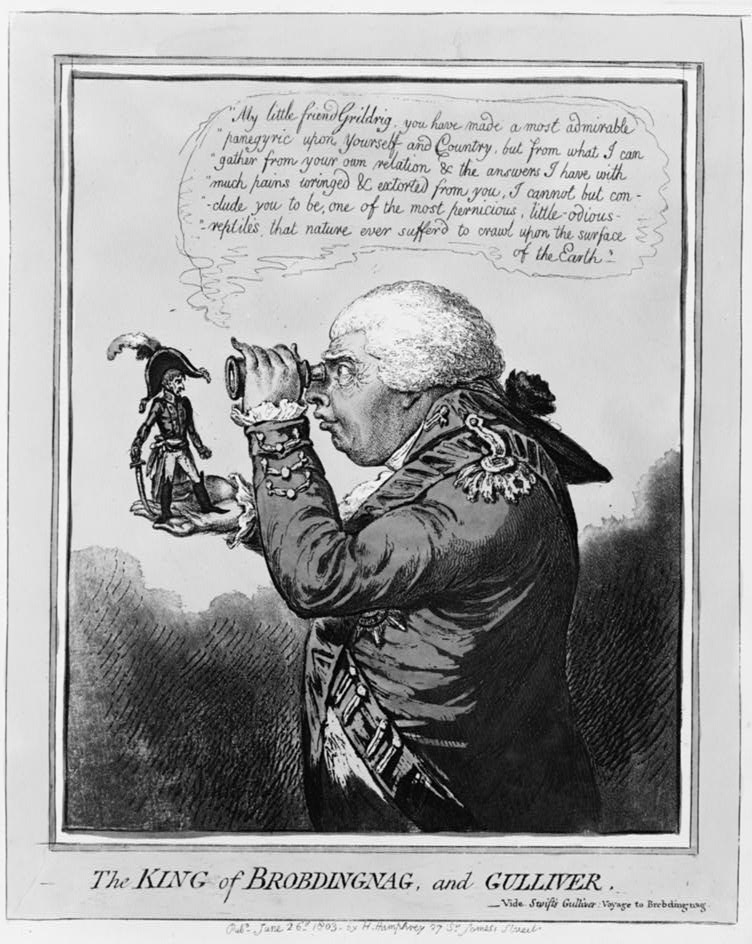
"El rey de Brobdingnag y Gulliver".

Un nombre destaca en la sátira en prosa dieciochesca: Jonathan Swift (1667-1745). Swift escribió poesía y prosa, y sus sátiras abarcan todos los temas. Críticamente, la sátira de Swift marcó el desarrollo de la parodia en prosa aparte de la sátira simple o burlesca. La parodia en prosa imita a un autor al que se desprecia y pronto para reducirlo al absurdo, haciendo que la víctima diga cosas groseras o idiotas. Otras sátiras atacarían un hábito, práctica o política burlándose de su alcance, su composición o sus métodos. Lo que hizo Swift es combinar la parodia, con su imitación en forma o estilo de otro, y la sátira en prosa. Las obras de Swift pretenden hablar con la voz de un oponente e imitar su estilo y hacer que la obra paródica en sí misma sea una sátira: la imitación tendría sutiles traiciones del argumento pero no sería obviamente absurda. Por ejemplo, en A Modest Proposal (1729), Swift imita a un "proyectista". Las tiendas de libros estaban llenas de hojas sueltas y panfletos proponiendo panaceas económicas. Estos proyectistas escribirían lujosamente siguiendo las normas de la retórica que habrían aprendido en la escuela comentando un caso, estableciendo que no tenían interés en el resultado, y luego ofreciendo una solución antes de enumerar los beneficios del plan. Swift hace lo mismo: ante el problema de la pobreza en Irlanda proyecta la solución: cebar a los bebés y luego comerlos; la solución propuesta (canibalismo) es inmoral. Hay muy poca equivocación lógica en su propuesta, pero es incuestionablemente aborrecible moralmente, y sólo puede aceptarse si uno considera a los irlandeses como ganado. La parodia de un enemigo es perfecta, y la sátira viene no de las grotescas exageraciones de estilo, sino del reino de la moralidad y la ética, ajeno a la literatura. Es su sátira más salvaje.

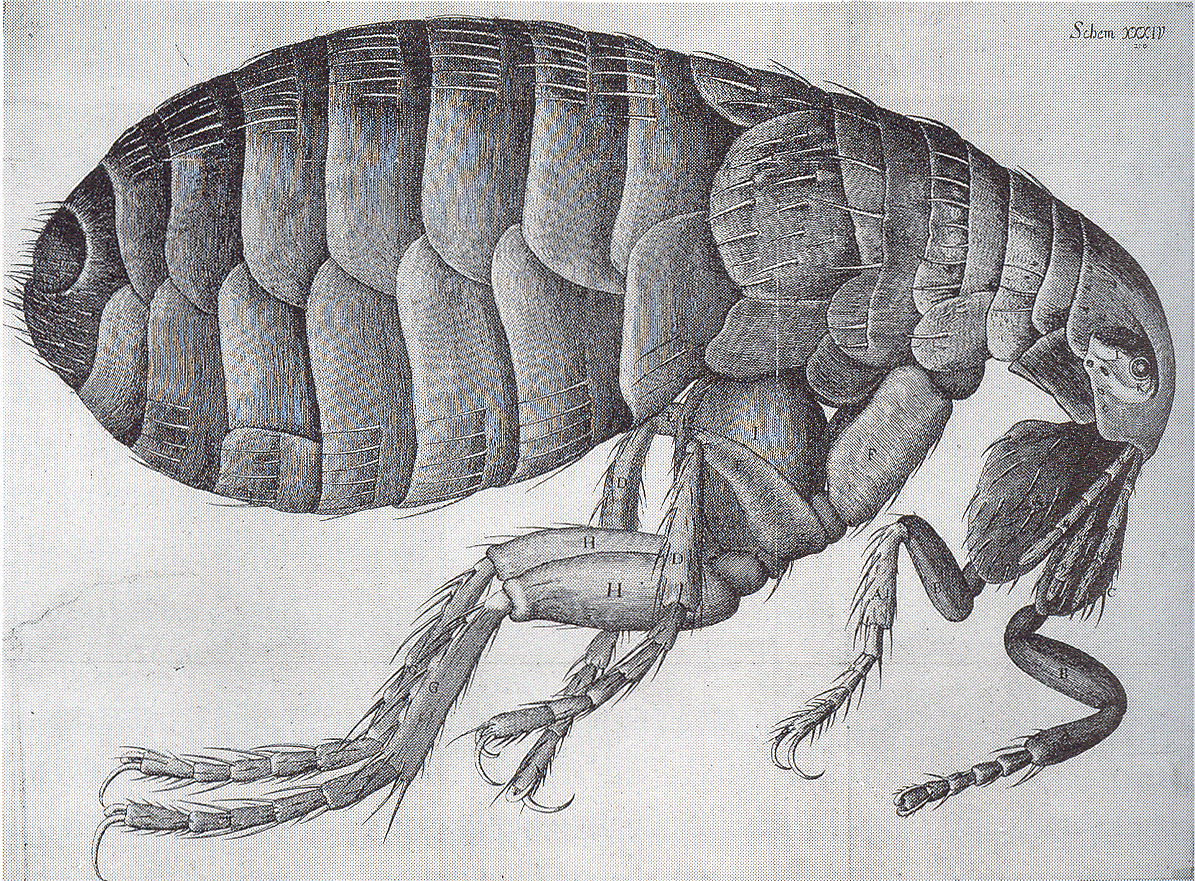
Imagen de una pulga de la obra de Robert Hooke con la Royal Society. Es una imagen que afectó a la poesía y la prosa de Jonathan Swift.

La primera sátira destacada de Swift fue Cuento de una barrica (1703–1705), que presenta una división entre antiguos y modernos que serviría como una distinción entre el antiguo y nuevo concepto de valor. Los "modernos" buscan el comercio, la ciencia empírica, la razón del individuo por encima de la de la sociedad, mientras que los "antiguos" creían en el valor inherente e inmanente del nacimiento, y de la sociedad sobre las determinaciones individuales de lo bueno. En la sátira de Swift, los modernos parecen locos y orgullosos de su locura, y despreciativos del valor de la historia, e incapaces de entender el lenguaje figurativo porque no han ido a la escuela. La reina Ana consideró que era un ataque a la Iglesia anglicana.
En la sátira más significativa de Swift, Los viajes de Gulliver (1726), se mezclan autobiografía, alegoría, y filosofía. Es una de las sátiras más duras de la historia, bajo la apariencia de una parodia de la literatura de viajes (como la de Defoe, pero más particularmente los cuentos fantásticos y orientales que circulaban por Londres). Gulliver viaja, en primer lugar, a Liliput, un Londres figurativo acosado por un París figurado, con todas las disputas religiosas de los pequeños hombrecillos. Viaja después a una nación idealizada con un rey filósofo en Brobdingnag, donde el propio Londres de Gulliver es resumido en la expresión del rey, "No puedo sino concluir que el grueso de tus compatriotas son la más perniciosa raza de odiosas alimañas que la Naturaleza ha soportado que repten por la superficie de la Tierra." Gulliver se mueve entonces más allá del reino filosófico a la tierra de los Houyhnhnms, una sociedad de caballos regulada por la pura razón, donde la propia humanidad es representada como un grupo de "yahoos" (bárbaros) cubiertos de basura y dominados por los bajos instintos. Swift más tarde añadió un nuevo tercer libro a la sátira, un heterogéneo libro de viajes a Laputa, Balnibarbi, Glubdubdribb, Luggnagg, y Japón. El primer objetivo de la sátira es el empirismo y la Royal Society, cuyos documentos leía Swift. Los "proyectores" de todo tipo viven en la Academia de Lagado, una isla voladora (Londres) que toma todo su alimento de la tierra de debajo (el campo) y ocasionalmente choca, literalmente, con ciudades problemáticas (Dublín). Por su tema, Los viajes de Gulliver es una crítica a la vanidad humana, al orgullo. Comienza con el viaje a Liliput (LibroI), representando el mundo tal como es. El Libro II muestra que la nación idealizada de Brobdingnag con un rey filósofo no es lugar para el inglés contemporáneo. El Libro IV representa la tierra de los Houyhnhnms, una sociedad de caballos gobernados por la razón pura, donde la humanidad es representada como un grupo de "yahoos" (bárbaros) cubiertos de basura y dominados por deseos infames. Muestra que, en verdad, el propio deseo por la razón puede ser indeseable, y que los humanos deben luchar por no convertirse en Yahoos ni en Houyhnhnms, pues el Libro III muestra lo que ocurre cuando la razón campa a sus anchas sin ninguna consideración por la moralidad o la utilidad (esto es, la locura, la ruina y el hambre).

### Otros escritores satíricos
Había otros satíricos que trabajaban de forma menos virulenta. Las sátiras de Jonathan Swift destruían la confianza en cualquier institución o método de mejoramiento humano, pero algunos satíricos en su lugar adoptaban una pose de perplejidad y sólo se reían alegremente. Tom Brown, Ned Ward, y Tom D'Urfey eran todos satíricos en prosa y poesía cuyas obras aparecieron en la primera parte del periodo augusto. 
La obra más famosa de Tom Brown en esta tendencia fue Amusements Serious and Comical, Calculated for the Meridian of London (1700). En poesía, Brown fue importante por su traducción de la obra de Scarron Le Virgile travesti, así como del escandaloso satírico romano Petronio (CBEL). 
La obra más memorable de Ned Ward fue The London Spy (1704–1706). The London Spy, antes The Spectator, asumía la posición de un observador e informaba sin comprender plenamente. Por tanto, Ward registra y satiriza la vanidad y el exagerado espectáculo de la vida londinense a través de un vivaz estilo prosístico. Ward es también importante por su historia de clubes secretos de la época augusta. Incluyen The Secret History of the Calves-Head Club, Complt. or, The Republican Unmask’d (1706), que buscaba exponer humorísticamente las bobas hazañas de los radicales. También tradujo The Life &Adventures of Don Quixote de la Mancha, translated into Hudibrastic Verse en 1711, donde el Hudibrastic, que había nacido en la imitación de Cervantes por Samuel Butler, ahora era el medio adecuado para traducir el original (CBEL). 
La obra de Tom D'Urfey Wit and Mirth: or Pills to Purge Melancholy (1719) era otra sátira que intentaba entretener, más que hacer crítica política. D'Urfey (o "Durfey" como fue llamado al nacer) era un tartamudo cuyas payasadas y deseo de ser el blanco de todas las bromas coin tal de que se narraran las bromas hicieron de él un favorito de la corte y la nobleza, y su carrera transcurre en la época de la Restauración y la augusta. Pills to Purge Melancholy es una colección de canciones groseras y pegadizas, en su mayor parte canciones de borrachos, con una serie de tonadas populares como "The Famous Fart." Aunque Pope lo satirizó, también escribió, en una carta en 1710, que Durfey tenía un poder del que él carecía, pues, años después de la publicación de Pills to Purge Melancholy, las canciones de Durfey aún estaban en los labios de miles de personas, mientras que ningún otro poeta disfrutaba de tal popularidad o persistencia. De hecho, diez de las tonadas de Durfey se usaron en la obra de John Gay The Beggar's Opera, cinco años después de la muerte de Durfey.
El médico de la reina Ana, John Arbuthnot (1667-1735) fue amigo de Swift, y formó parte del club Scribblerus. Su obra John Bull's Law Case (Historia de John Bull, 1712) fue una sátira política en prosa que era extremadamente popular y generalizó el término "John Bull" para referirse a los ingleses. 
Después del éxito de Swift, la sátira paródica resultó atractiva para los autores a lo largo de todo el siglo XVIII. Varios factores llevaron al auge de la escritura y la sátira políticas. El éxito de Robert Walpole, con su dominio de la Cámara de los Comunes fue una causa muy efectiva para una literatura radicalizada y por lo tanto el auge de la sátira paródica. La estructura paródica permitía a un autor atacar a otro sin mencionar directamente su nombre. Por otro lado, semejante sátira permitía al autor criticar sin ofrecer un correctivo. Swift, por ejemplo, no dice directamente a sus lectores lo que deben apreciar o valorar. En su lugar, como hizo Hume más tarde, critica la credibilidad, ingenuidad y simplicidad de otros. La sátira paródica desmonta los casos y planes de la política sin que, necesariamente, aportara una normativa o un conjunto de valores positivo. Por lo tanto, era un método ideal de ataque para los irónicos y conservadores —aquellos incapaces de proponer otros cambios, pero que condenaban los cambios actuales como nada recomendables.

### El Scribbleran Club
Swift era amigo de Alexander Pope, Robert Harley, John Gay, John Arbuthnot, Thomas Parnell y Henry St. John. Estos hombres juntos formaron el "Scribbleran Club," y su objetivo común era satirizar los "abusos del aprendizaje" de todo tipo. Pope, Gay, Arbuthnot, y Swift escribieron una serie de Miscellanies, todas con los títulos equivocados (la "tercera parte" era la primera, la "primera parte" la segunda). En ellos había varias piezas críticas, incluyendo la obra de Pope Peri Bathos 1727, una sátira de los manuales sobre lo sublime y un manual sobre cómo escribir mala poesía. Pope cogió versos de sus contemporáneos, y especialmente de su rival más duradero, Ambrose Philips, y los recopiló en todo un esquema sobre cómo hacer versos malos, cómo hundirse en poesía. El Scribbleran Club también produjo las Memoirs of Martinus Scribblerus, que es una autobiografía en broma de un hombre que ha aprendido las peores lecciones del clasicismo. Martinus Scribblerus es una figura quijotesca, un hombre tan leído en latín y griego que insiste en vivir de acuerdo con esa literatura. El resultado no es exactamente una novela, pues es una obra en prosa que sólo sirve como sátira.

## Poesía satírica
La sátira se encontraba presente en todos los géneros durante el periodo augusto. En poesía, todos los miembros literarios del Scribblerus Club produjeron versos satíricos. 
Los Trivia (1716) de John Gay (1685-1732) y muchos poemas de Pope fueron primero y ante todo, sátiras. 
Alexander Pope (1688-1744) escribió numerosas sátiras burlándose de sus adversarios. Destaca en este sentido La dunciada, extremadamente cruel, con varias ediciones, añadiendo o cambiando en cada versión el objeto de sus ataques (entre otros, Colley Cibber y Addison). En el ámbito de la parodia hay que situar el poema El rapto del rizo, en el que utiliza la forma heroica para narrar un episodio sin mayor trascendencia: el corte de un rizo de pelo por parte de un galán aristocrático. Algunos fragmentos de obras como los Ensayos morales o la Epístola al Sr. Arbuthnot muestran el arte satírico de Pope.
De una generación posterior, el poeta Charles Churchill (1731-64) usó el pareado en La Rosciada, sátira sobre los actores. También es responsable de sátiras políticas. De su obra destaca Londres (1738) y La vanidad de los deseos humanos (1749).

## Teatro satírico

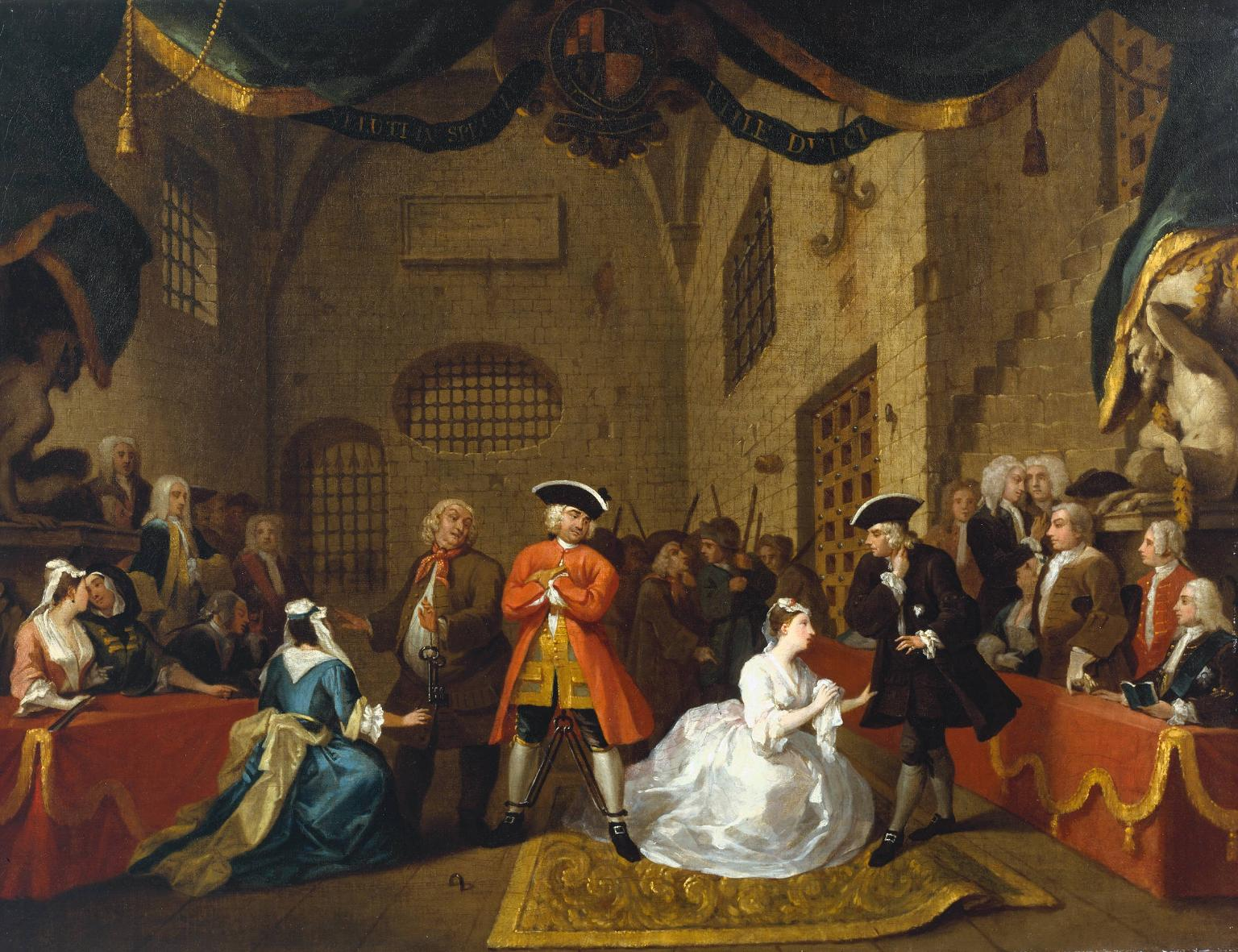
Una pintura de William Hogarth de una escena de la obra de John Gay Beggar's Opera.

Más aún, la sátira estuvo presente en el teatro. Muchas obras tenían escenas o personajes satíricos, pero algunas, como la Beggar's Opera, eran sátiras paródicas al comienzo del periodo (1728), y otras, como la Tragedy of Tragedies (1731) de Fielding pertenecen a la siguiente generación. Quizá en principio formó parte de un debate político y religioso. Cada político destacado y acto político tuvo sátiras que lo atacaron. Pocas de estas eran sátiras paródicas, pero también las hubo en el debate político y religioso. 